# Notoxus endroedyi
Notoxus endroedyi es una especie de coleóptero de la familia Anthicidae.

## Distribución geográfica
Habita en la República del Congo.